# Gien (kaas)
De Gien is een Franse kaas uit de Orléanais, in de Loiret, uit de omgeving van Gien en van Châtillon-sur-Loire.
De Gien is een boerenkaas van koemelk, van geitenmelk, of van een combinatie van beide.
De kaas rijpt ongeveer 3 weken. Twee typen kaas zijn er die ieder een eigen omgeving van rijpen hebben, de cendré rijpt onder as, de feuille rijpt onder platanenbladeren.
De kaas heeft een natuurlijke korst en is stevig van binnen. Het uiterlijk van de kaas is afhankelijk van de afkomst: De kaas op basis van geitenmelk heeft een fijne korst en is wit blauwig. De kaas op basis van mengsels of koemelk heeft een dikkere, grijsachtige, gerimpelde korst.
De kaas lijkt vrij veel op de Olivet.